# Martin Behm
Martin Behm (Lauban, 16 de diciembre de 1557 - Lauban, 5 de febrero de 1622) fue un compositor de himnos alemán.

## Biografía
El padre de Behm era el administrador de los carros y los campos de Lauban (ahora Lubań en Polonia). Martin nació el 16 de diciembre de 1557. Asistió a la escuela en su ciudad natal, así como en Viena, donde vivía un pariente de la familia. En 1576 se matriculó en Estrasburgo para estudiar teología luterana. Entre sus amigos estaba el humanista Johannes Sturm, 50 años mayor que él. Su padre murió en 1580 y Martin regresó a Lauban, donde primero se convirtió en maestro asistente en la escuela de la ciudad y luego en diácono en la iglesia de la ciudad de la Santísima Trinidad. En 1586 se trasladó a la primera oficina parroquial, que ocupó hasta su muerte, el 5 de febrero de 1622.

## Obra
Escribió aproximadamente 480 himnos, entre ellos «Herr Jesu Christ, meins Lebens Licht» (usado por Johann Sebastian Bach en su cantata Ach Gott, wie manches Herzeleid, BWV 58) y «O Jesu Christ, mein's Lebens Licht» (usado por Bach para su motete del homónimo). Este himno se tradujo como «Señor Jesucristo, mi vida, mi luz», y ambos se cantan con la misma melodía, «Oh Jesucristo, mein». Carl Schalk escribió que Behm fue uno de los poetas al final del período de himnos luteranos tempranos que «produjo en una vena verdaderamente popular, un número apreciable de himnos excelentes caracterizados por la objetividad y la ingenuidad infantil».
- Die drey grossen Landplagen: Krieg, Tewrung, Pestilentz. Wittenberg 1601[6]
- Drey schöne geistliche Comoedien. Wittenberg 1618
- Spectaculum … Das blutige Schawspiel des bittern Leidens … Jesu Christi. Wittenberg 1616
- Theologia … Geistliche Betrachtung des Menschen. Wittenberg 1624
- (Auswahl von 100 Kirchenliedern), en: Das deutsche Kirchenlied, hrsg. Philipp Wackernagel, Bd. 5, Leipzig 1877, Nachdruck Hildesheim 1964, S. 196–247[7]